# 하마드 알몬타샤리
하마드 알몬타샤리(아랍어: حمد المُنتشري, 1982년 6월 22일 ~ )는 사우디아라비아의 전 축구 선수이며 포지션은 센터백이었다.
2005년 아시아 올해의 축구 선수로 선정되었으며 2004년과 2005년에는 알이티하드의 AFC 챔피언스리그 2회 연속 우승을 차지하는 데에 큰 공헌을 하였다.

## 국가대표 경력
2006년 FIFA 월드컵에서 사우디아라비아 대표로 출전하였다. 2009년 9월 9일 사우디아라비아 리야드에서 열린 바레인과의 2010년 FIFA 월드컵 아시아 지역 플레이오프 2차전에서 사우디아라비아가 1:1 무승부로 원정 다득점 원칙에 따라 탈락할 위기에 처해진 상황에서 후반전 추가 시간에 역전골을 기록했다. 그렇지만 사우디아라비아는 그가 역전골을 기록한 지 불과 2분만에 바레인에게 다시 동점골을 허용하면서 탈락하고 만다.

## 2005년 아시아 올해의 축구 선수 선정과 관련된 논란
2005년 당시 유럽에서는 대한민국의 박지성과 이영표, 일본의 나카무라 슌스케와 나카타 히데토시 등 동아시아 국가 출신 선수들이 뛰어난 활약을 기록했지만 정작 아시아 올해의 축구 선수는 서아시아 국가인 사우디아라비아의 하마드 알몬타샤리 선수가 받게 되었는데 당시 아시아 축구 연맹(AFC)이 시상식에 참가한 선수에 한해서만 받을 수 있다는 규정을 만들어 논란이 되었다.